# Türkiye Kupası
Türkiye Kupası, oficiálním názvem podle sponzora Ziraat Türkiye Kupası je pohárová vyřazovací soutěž v tureckém fotbale (turecký fotbalový pohár). Hraje se od roku 1962, pořádá ji Turecká fotbalová federace.

## Vítězové
- 1962/1963:  Galatasaray SK (1. vítězství)
- 1963/1964:  Galatasaray SK (2)
- 1964/1965:  Galatasaray SK (3)
- 1965/1966:  Galatasaray SK (4)
- 1966/1967:  Altay SK (1)
- 1967/1968:  Fenerbahçe SK (1)
- 1968/1969:  Göztepe SK (1)
- 1969/1970:  Göztepe SK (2)
- 1970/1971:  Eskişehirspor (1)
- 1971/1972:  MKE Ankaragücü (1)
- 1972/1973:  Galatasaray SK (5)
- 1973/1974:  Fenerbahçe SK (2)
- 1974/1975:  Beşiktaş JK (1)
- 1975/1976:  Galatasaray SK (6)
- 1976/1977:  Trabzonspor (1)
- 1977/1978:  Trabzonspor (2)
- 1978/1979:  Fenerbahçe SK (3)
- 1979/1980:  Altay SK (2)
- 1980/1981:  MKE Ankaragücü (2)
- 1981/1982:  Galatasaray SK (7)
- 1982/1983:  Fenerbahçe SK (4)
- 1983/1984:  Trabzonspor (3)
- 1984/1985:  Galatasaray SK (8)
- 1985/1986:  Bursaspor (1)
- 1986/1987:  Gençlerbirliği SK (1)
- 1987/1988:  Sakaryaspor (1)
- 1988/1989:  Beşiktaş JK (2)
- 1989/1990:  Beşiktaş JK (3)
- 1990/1991:  Galatasaray SK (9)
- 1991/1992:  Trabzonspor (4)
- 1992/1993:  Galatasaray SK (10)
- 1993/1994:  Beşiktaş JK (4)
- 1994/1995:  Trabzonspor (5)
- 1995/1996:  Galatasaray SK (11)
- 1996/1997:  Kocaelispor (1)
- 1997/1998:  Beşiktaş JK (5)
- 1998/1999:  Galatasaray SK (12)
- 1999/2000:  Galatasaray SK (13)
- 2000/2001:  Gençlerbirliği SK (2)
- 2001/2002:  Kocaelispor (2)
- 2002/2003:  Trabzonspor (6)
- 2003/2004:  Trabzonspor (7)
- 2004/2005:  Galatasaray SK (14)
- 2005/2006:  Beşiktaş JK (6)
- 2006/2007:  Beşiktaş JK (7)
- 2007/2008:  Kayserispor (1)
- 2008/2009:  Beşiktaş JK (8)
- 2009/2010:  Trabzonspor (8)
- 2010/2011:  Beşiktaş JK (9)
- 2011/2012:  Fenerbahçe SK (5)
- 2012/2013:  Fenerbahçe SK (6)
- 2013/2014:  Galatasaray SK (15)
- 2014/2015:  Galatasaray SK (16)
- 2015/2016:  Galatasaray SK (17)
- 2016/2017:  Konyaspor (1)
- 2017/2018:  Akhisar Belediyespor (1)
- 2018/2019:  Galatasaray SK (18)
- 2019/2020:  Trabzonspor (9)
- 2020/2021:  Beşiktaş JK (10)
- 2021/2022:  Sivasspor (1)
- 2022/2023:  Fenerbahçe SK (7)
- 2023/2024:  Beşiktaş JK (11)